# Arrondissement de Passau
L'arrondissement de Passau est un arrondissement  (Landkreis en allemand) de Bavière   (Allemagne) situé dans le district (Regierungsbezirk en allemand) de Basse-Bavière. 
Son chef lieu est Passau.

## Villes, communes & communautés d'administration
(nombre d'habitants en 2006)
| Städte 1. Bad Griesbach i.Rottal (8 431) 2. Hauzenberg (12 294) 3. Pocking (14 913) 4. Vilshofen an der Donau (16 408) Märkte 1. Aidenbach (3 127) 2. Eging am See (3 941) 3. Fürstenzell (7 815) 4. Hofkirchen (3 608) 5. Hutthurm (5 952) 6. Kößlarn (1 944) 7. Obernzell (3 860) 8. Ortenburg (7 188) 9. Rotthalmünster (5 030) 10. Tittling (3 766) 11. Untergriesbach (6 340) 12. Wegscheid (5 743) 13. Windorf (4 731) | Gemeinden 1. Aicha vorm Wald (2 461) 2. Aldersbach (4 308) 3. Bad Füssing (6 648) 4. Beutelsbach (1 116) 5. Breitenberg (2 179) 6. Büchlberg (4 071) 7. Fürstenstein (3 464) 8. Haarbach (2 592) 9. Kirchham (2 382) 10. Malching (1 284) 11. Neuburg am Inn (4 108) 12. Neuhaus am Inn (3 537) 13. Neukirchen vorm Wald (2 688) 14. Ruderting (3 092) 15. Ruhstorf an der Rott (7 078) 16. Salzweg (6 646) 17. Sonnen (1 476) 18. Tettenweis (1 730) 19. Thyrnau (4 141) 20. Tiefenbach (6 675) 21. Witzmannsberg (1 773) | Verwaltungsgemeinschaften 1. Aidenbach avec les communes membres Aidenbach (Markt) et Beutelsbach 2. Rotthalmünster avec les communes membres Malching et Rotthalmünster (Markt) 3. Tittling avec les communes membres Tittling (Markt) et Witzmannsberg Pas de Gemeindefreie Gebiete |